# 크로스헤드

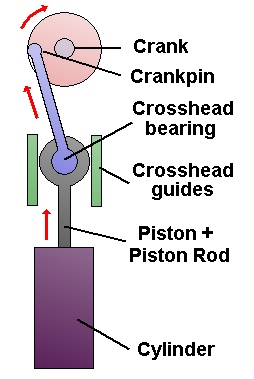

크로스헤드(crosshead)는 피스톤에 옆으로 압력을 제거하기 위해 왕복 기관 및 왕복 압축기에서 사용된 긴 메커니즘이다. 또한 크로스 헤드는 외부 실린더, 연결봉이 자유롭게 이동하는 것을 가능하게 한다. 때문에 이러한 엔진 스트로크 비율이 매우 작은 구멍으로, 연결봉이 실린더 벽에 충돌하며 트렁크 피스톤 엔진에서 같이 연결봉에 직접 연결한 경우 엔진 회전을 차단한다. 그러므로 크로스 헤드가 배치되는 위치는 엔진 스트로크와 동일하다.

## 개요
작은 엔진에서 연결봉은 피스톤과 직접 크랭크 축을 연결하지만 크랭크 핀 (및 힘이 가해지는 방향)의 크랭크 회전 운동에 좌우로 이동하기 때문에 이것은 피스톤 옆으로 힘을 전달한다.

## 내연 기관
피스톤은 용이하게 제거할 수 있으므로, 크로스 헤드를 사용하는 내연 기관은 엔진 상단부의 유지 보수를 위해 쉽게 만든다. 피스톤 로드는 피스톤의 하부에 장착되고 복동 엔진 단일 너트에 의해 크로스 헤드에 연결된다. 대형 2행정 해양 디젤 기관은 일반적으로 패턴이었다.

## 같이 보기
- 피스톤

## 참조
1. ↑  “2행정 디젤 기관 크로스헤드 핀과 슬립”. Marinediesel.info. 2018년 10월 14일에 원본 문서에서 보존된 문서. 2013년 7월 22일에 확인함.